# Prix Ourasi - Sulky World Cup 4 Ans
Groupe I
Le Prix Ourasi est une course hippique de trot attelé se déroulant au mois de janvier sur l'hippodrome de Vincennes.
C'est une course internationale de Groupe 1 européenne réservée aux chevaux de 4 ans, hongres exclus, ayant gagné au moins 20 000 €. Elle se court sur la distance de 2 700 mètres (grande piste), départ à l'autostart. L'allocation s'élève à 300 000 €, dont 135 000 € au vainqueur.
Le Prix Ourasi est à l'origine réservé aux 3 ans et labellisé groupe 3. Il est renommé Prix Ourasi - Sulky World Cup 4 Ans en 2022 et accède au statut de groupe 1. Il rend hommage à Ourasi, l'un des plus grands champions de l'histoire du trot.

## Palmarès
| Année | Vainqueur        | Pays   | Père              | Driver                | Entraîneur              | Deuxième        | Troisième       | Réd.km |
| ----- | ---------------- | ------ | ----------------- | --------------------- | ----------------------- | --------------- | --------------- | ------ |
| 2025  | Frank Gio        | Italie | Face Time Bourbon | Matthieu Abrivard     | Sébastien Guarato       | Lombok Jiel     | Lovino Bello    | 1'12"4 |
| 2024  | Krack Time Atout | France | Face Time Bourbon | Paul-Philippe Ploquin | Sébastien Guarato       | Ksar            | Karlito         | 1'12"1 |
| 2023  | Just Love You    | France | Love You          | Alexandre Abrivard    | Laurent-Claude Abrivard | Juninho Dry     | Jag Stryck      | 1'13"3 |
| 2022  | Izoard Védaquais | France | Bird Parker       | Éric Raffin           | Philippe Allaire        | Idao de Tillard | Callmethebreeze | 1'12"4 |